# Pokanga
I Pokanga (o anche Pakang) sono un gruppo etnico del Brasile che ha una popolazione stimata in circa 165 individui. Parlano la lingua Pokanga (codice ISO 639: POK) e sono principalmente di fede animista.
Vivono nello stato brasiliano dell'Amazonas, nei pressi del fiume Tiquie, affluente del Vaupés. Denominazioni alternative: Pakang, Pokangá-Tapuya, Bará, Barasano, Bara Sona. Sono correlati ai Barasana e ai Waimaha.